# Śpiąca prządka
Śpiąca prządka (fr.La Fileuse endormie) – obraz olejny francuskiego malarza Gustave’a Courbeta eksponowany w Musée Fabre w Montpellier.

## Historia
Śpiąca prządka została wystawiona na Salonie w 1853 wraz z dwoma innymi pracami Courbeta – Zapaśnikami i Kąpiącymi się. Z tych trzech dzieł Prządka była oceniana jako obraz najbardziej zgodny z kanonami ówczesnej sztuki malarskiej. Praca została nabyta przez Alfreda Bruyasa w 1853, a następnie przekazana przez niego do Musée Fabre w 1868.
W 1891 Paul Valéry napisał wiersz "La Fileuse", inspiracją do jego powstania był obraz Courbeta.

## Opis obrazu
Obraz przedstawia młodą śpiącą kobietę o rudych włosach, z głową zwieszoną podczas drzemki. Jest ukazana bez idealizacji z zaczerwienioną i pulchną twarzą. Ubrana jest w kwiecistą suknię, a motyw kwiatów powtarza się w bukiecie ustawionym w wazonie oraz w obiciu krzesła, na którym spoczywa śpiąca. Jej ramiona okryte są chustą w jasne i granatowe paski, która układa się w miękkie fałdy. Obok kobiety widać nieruchomy kołowrotek, a na jej kolanach leży kądziel. Najwyraźniej jest to prządka, która zasnęła podczas pracy. Malarz realistycznie przedstawił zwykłą scenę.

## Interpretacja
Tradycyjnie uważa się, że za modelkę do obrazu posłużyła Courbetowi jego siostra Zélie, zatem najprostszą interpretacją jest przyjęcie, że to rodzaj portretu bliskiej malarzowi osoby. Jednak na przestrzeni lat pojawiały się skrajnie różne próby objaśniania obrazu. W śpiącej kobiecie widziano utrudzoną od pracy robotnicę, alegorię lenistwa nawiązującą do siedemnastowiecznych holenderskich przedstawień śpiących służących lub kobietę lekkich obyczajów, bowiem ubranie prządki na obrazie jest zbyt eleganckie dla zwykłej pracownicy. Podkreśla się też, że Courbet w swoich obrazach ukazujących śpiące kobiety przekazuje mocny ładunek erotyzmu więc niektóre elementy Śpiącej prządki mogą aluzyjnie nawiązywać do sfery seksualnej. Za takie zmysłowe elementy uważa się kołowrotek, wrzeciono spoczywające na łonie dziewczyny i fałdy na szyi przypominające żeńskie genitalia.